# کاراجااورن (کاهتا)
کاراجااورن (به ترکی استانبولی: Karacaören) یک منطقهٔ مسکونی در ترکیه است که در کاهتا واقع شده‌است.